# هیروشی ناکانو
هیروشی ناکانو (ژاپنی: 中野 洋司؛ زادهٔ ۲۳ اکتبر ۱۹۸۳) یک بازیکن فوتبال اهل ژاپن است.
از باشگاه‌هایی که در آن بازی کرده‌است می‌توان به باشگاه فوتبال آلبیرکس نیگاتا، باشگاه فوتبال یوکوهاما و باشگاه فوتبال توچیگی اشاره کرد.